# Tallulah Bankhead

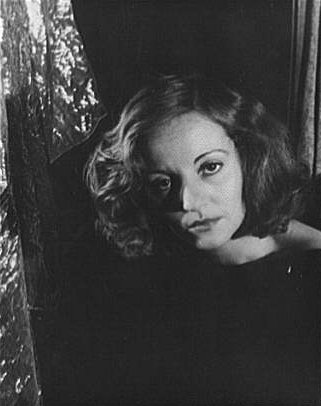
Tallulah Bankhead (Fotografie von Carl van Vechten, 1934)

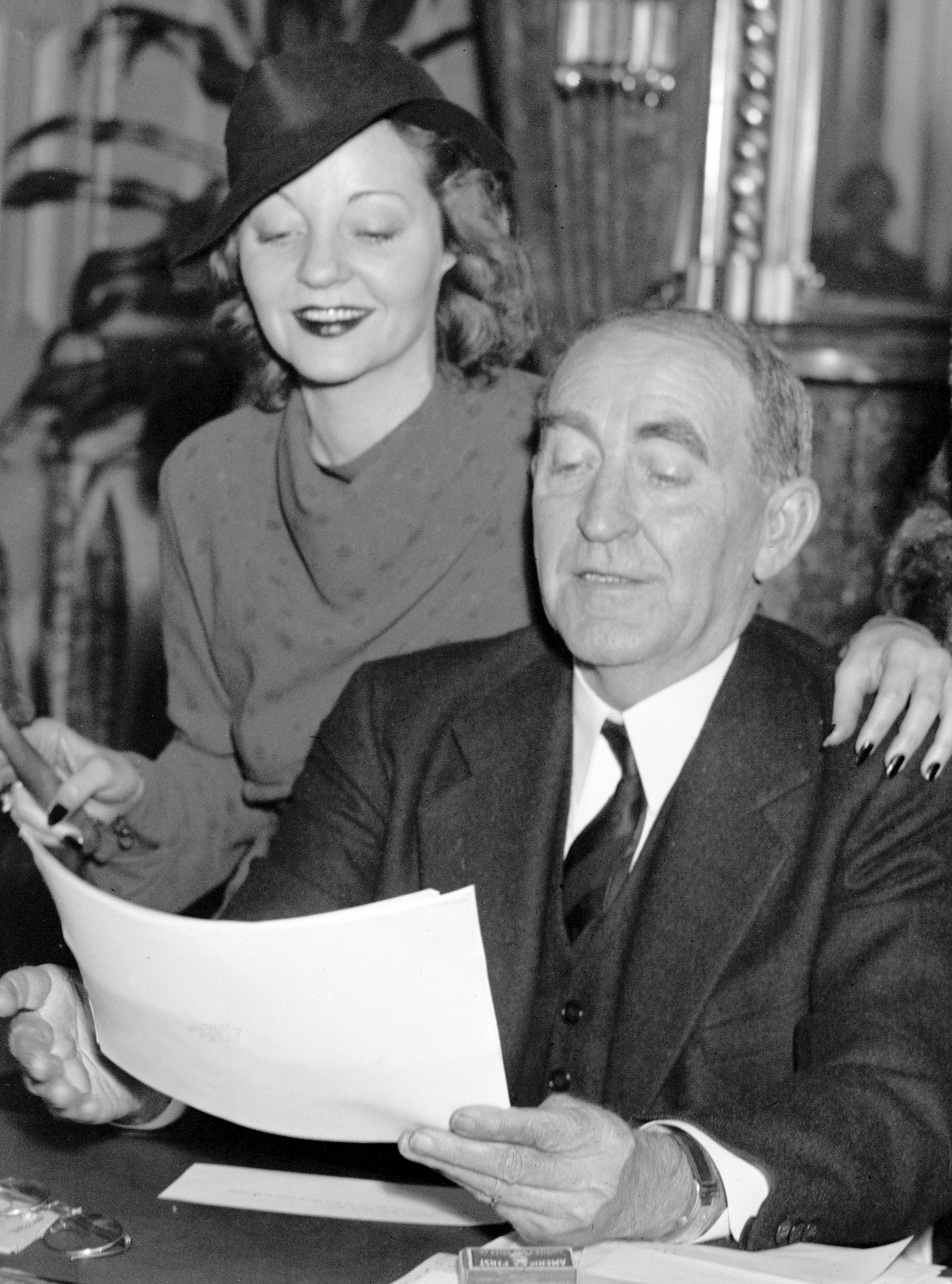
Tallulah Bankhead mit ihrem Vater in dessen Büro in Washington, D.C. (1937)

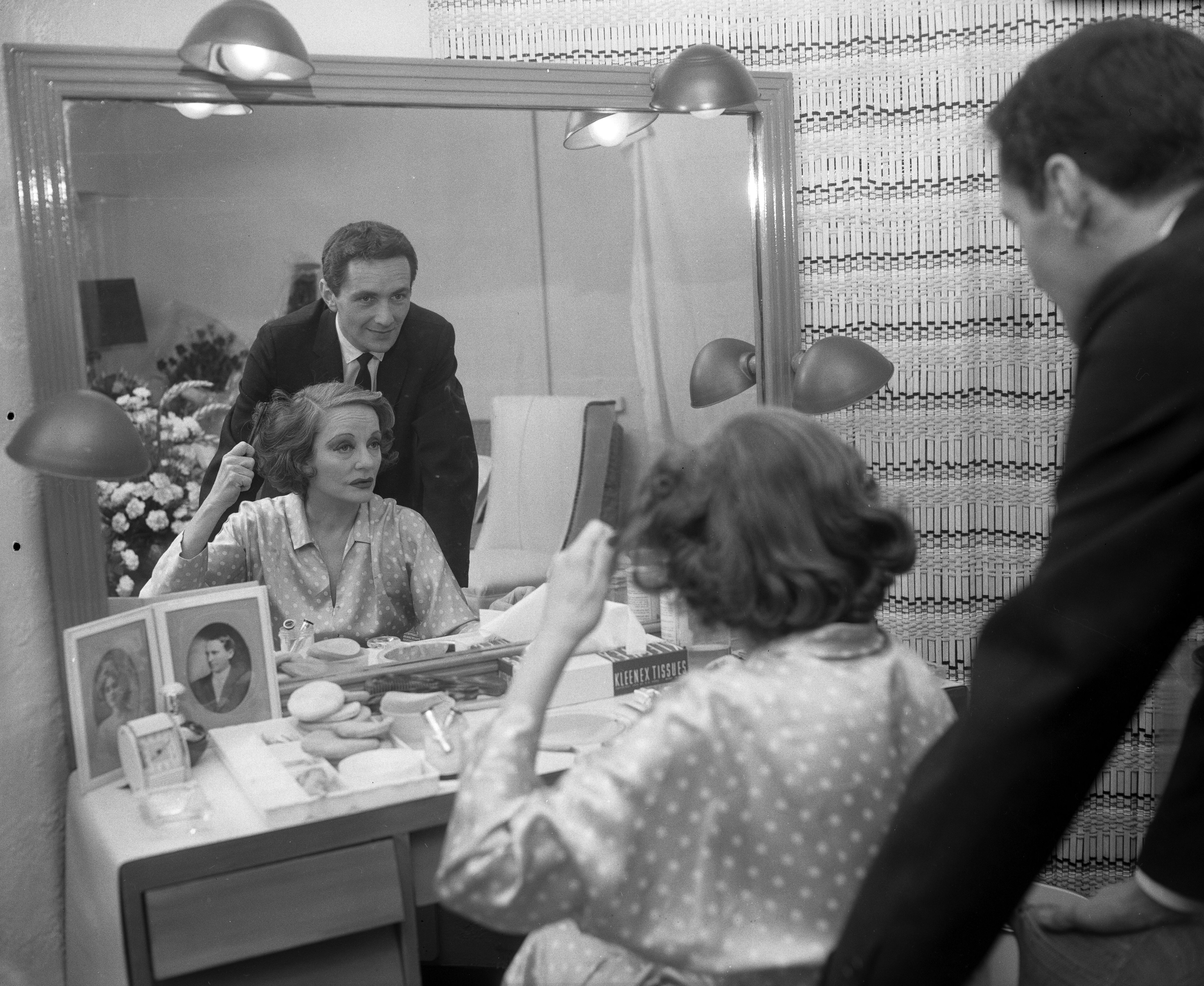
Tallulah Bankhead mit dem Bühnenautor James Leo Herlihy (1958)

Tallulah Brockman Bankhead (* 31. Januar 1902 in Huntsville, Alabama; † 12. Dezember 1968 in New York) war eine US-amerikanische Theater- und Filmschauspielerin, die zu den erfolgreichsten Schauspielerinnen ihrer Zeit am Broadway gehörte.

## Leben
Tallulah Brockman Bankhead, Tochter des Sprechers des Abgeordnetenhauses William Brockman Bankhead und dessen Ehefrau Adelaide Eugenia Sledge, wurde, wie ihre Großmutter väterlicherseits, nach der Stadt Tallulah Falls in Georgia benannt. Bankheads Mutter heiratete William Bankhead am 31. Januar 1900 in Memphis. Die beiden Kinder Evelyn Eugenia († 1979) und Tallulah wurden 1901 und 1902 geboren. Die Mutter starb drei Wochen nach Tallulahs Geburt an einer Blutvergiftung. Die Töchter wuchsen danach größtenteils bei den Großeltern väterlicherseits auf. Die Bankheads waren eine bekannte, politisch sehr aktive Familie, ihr Großvater und ihr Onkel waren US-Senatoren.
Tallulah, die als Kind durch Hyperaktivität auffiel, wurde auf Wunsch ihres Vaters auf eine Klosterschule geschickt. 1918, nach dem Gewinn eines Fotowettbewerbs, zog sie nach New York und spielte dort Theater. Nach fünf wenig erfolgreichen Jahren ging sie nach England, wo sie in dem Stück The Dancers den langersehnten Erfolg erzielen konnte. Im Jahr 1931 schloss sie einen Filmvertrag mit Paramount Pictures ab. Ihre Filme dort waren in finanzieller Hinsicht allerdings nicht erfolgreich. 1933 kehrte Tallulah in die USA zurück; drei Jahre später bewarb sie sich intensiv um die Rolle der Scarlett O’Hara in Vom Winde verweht, die jedoch letztlich an Vivien Leigh ging. Im Jahr 1944 hatte sie mit Alfred Hitchcocks Kriegsdrama Das Rettungsboot ihren größten Filmerfolg.
Im Jahr 1950 ließ Bankhead ihren Vornamen „Tallulah“ rechtlich schützen, nachdem eine Shampoo-Firma ihn verwendet hatte. Ein Jahr später feuerte sie ihre Sekretärin Evyleen Cronin, nachdem sie entdeckt hatte, dass diese eine große Menge Geld veruntreut hatte, zeigte sie aber nicht an. Cronin rächte sich, indem sie Details über Bankheads Privatleben hinsichtlich Alkohol, Drogen und Sex bekannt gab, von denen sich allerdings viele als unwahr herausstellten. Ab 1956 begann Bankheads Karriere groteske Züge anzunehmen. Ihre jahrelange Drogensucht forderte ihren Tribut und führte zu einer Verschlechterung ihrer Motorik. Nachdem sie erfahren hatte, dass sie an einem Lungenemphysem litt, stellte sie das Rauchen ein und begann, sich aus dem öffentlichen Leben zurückzuziehen.
Am 14. Mai 1968 traf sie bei einem ihrer letzten Fernsehauftritte mit Paul McCartney und John Lennon in einer Show zusammen. Im Dezember 1968 erkrankte sie an einer asiatischen Grippe, die auf keine Behandlung ansprach. Tallulah Bankhead starb am 12. Dezember 1968 im St. Luke’s Hospital in Manhattan an den Folgen einer doppelseitigen Lungenentzündung. Ihre letzte Ruhestätte fand sie auf dem St. Paul’s Kent Churchyard in Chestertown, Maryland.

## Sonstiges
- Von 1937 bis 1941 war Bankhead mit dem Schauspieler John Emery (1905–1964) verheiratet.
- In der US-amerikanischen Fernsehserie Hollywood aus dem Jahr 2020 unter anderem über Homophobie, Rassismus und Sexismus der Traumfabrik in den 1940er Jahren, die sich allerdings etliche künstlerische Freiheiten vorbehält, wurde Bankhead in einer Nebenrolle von der Darstellerin Paget Brewster verkörpert.

## Filmografie
- 1918: Who Loved Him Best
- 1918: When Men Betray
- 1918: Thirty A Week
- 1919: The Trap
- 1928: His House In Order
- 1931: Tarnished Lady
- 1931: My Sin
- 1931: The Cheat
- 1932: Thunder Below
- 1932: Make Me A Star
- 1932: Die Frau im U-Boot (Devil And The Deep)
- 1932: Faithless
- 1943: Stage Door Canteen
- 1944: Das Rettungsboot (Lifeboat)
- 1945: Skandal bei Hofe (A Royal Scandal)
- 1953: Main Street to Broadway
- 1959: The Boy Who Owned A Melephant
- 1965: Das düstere Haus (Fanatic)
- 1966: The Daydreamer
- 1967: Batman (Fernsehserie, zwei Folgen)

## Broadway
- 1918: The Squab Farm
- 1920: Footloose
- 1921: Nice People
- 1922: Everyday
- 1922: The Exciters
- 1933: Forsaking All Others
- 1934: Dark Victory
- 1935: Rain
- 1935: Something Gay
- 1937: Reflected Glory Miss Flood
- 1937: Antony and Cleopatra
- 1938: The Circle
- 1940: The Little Foxes
- 1941: Clash by Night
- 1943: The Skin of Our Teeth
- 1945: Foolish Notion
- 1947: The Eagle Has Two Heads
- 1949: Private Lives
- 1955: Dear Charles
- 1956: A Streetcar Named Desire
- 1957: Eugenia Eugenia
- 1961: Midgie Purvis
- 1964: The Milk Train Doesn’t Stop Here Anymore[3]

## Auszeichnungen
- 1944: New York Film Critics Circle Award in der Kategorie Beste Hauptdarstellerin für Lifeboat
- 1960: Stern auf dem Hollywood Walk of Fame (6141 Hollywood Blvd.)